# Iglesia de Caspana
La Iglesia de Caspana es un templo católico ubicado en la localidad de Caspana, comuna de Calama, Región de Antofagasta, Chile. Construida en el siglo xvii, fue declarada Monumento Histórico, mediante el Decreto Supremo n.º 5058, del 6 de julio de 1951.

## Historia
Fue construida durante el siglo xvii, ya que es mencionada en una crónica de 1641. Mantiene su estructura original, con excepción de la construcción de un contrafuerte en la fachada en 1862 y un volumen en el muro sur en 1975.

## Descripción
Construida en piedra y barro, con techumbre de madera de cardón y chañar, presenta una nave angosta y alargada, con el coro sobre el acceso y un retablo.
Su torre cuenta con dos campanas, y está construida en piedra y barro.